# Philippe Étienne Lafosse
Philippe Étienne Lafosse, född den 6 januari 1738 i Montataire, departementet Oise, död i juni 1820 i Villeneuve-sur-Yonne, departementet Yonne, var en fransk veterinär. 
Han var särskilt intresserad av hästar.